# Halictus scabiosae
Espèce
Halictus scabiosae, l'halicte de la scabieuse, est une espèce d'abeilles de la famille des Halictidae.